# Puerto Guzmán
Puerto Guzmán là một khu tự quản thuộc tỉnh Putumayo, Colombia. Thủ phủ của khu tự quản Puerto Guzmán đóng tại Puerto Guzmán Khu tự quản Puerto Guzmán có diện tích 4340 ki lô mét vuông. Đến thời điểm ngày 28 tháng 5 năm 2005, khu tự quản Puerto Guzmán có dân số 18770 người.